# Roc Boronat i Font
Roc Boronat i Font (Barcelona, 6 de desembre de 1897 - Ciutat de Mèxic, 28 d'octubre de 1965) fou un polític, escriptor i francmaçó català, originari del Poblenou. Va fer alguns estudis musicals i milità al Centre Autonomista de Dependents del Comerç i de la Indústria (CADCI). Durant la dictadura de Miguel Primo de Rivera s'afilià a Estat Català i fugí a França, on dirigí, amb Josep Rovira i Canals, l'oficina d'Estat Català a Tolosa de Llenguadoc. Participà en els fets de Prats de Molló el 1926, raó per la qual fou detingut, jutjat i finalment expulsat a Bèlgica el 1927.
Retornà a Barcelona el 1930, col·laborà a L'Opinió i fou un dels fundadors d'Esquerra Republicana de Catalunya el 1931, partit pel qual fou elegit regidor a l'Ajuntament de Barcelona, càrrec des del qual va promoure l'assistència social. Designat comissari del departament de beneficència municipal el 1932, fou el fundador i president de l'Associació de Cecs de Catalunya, organització que creà, al juny de l'any 1934, el cupó del cec. Fou empresonat arran dels fets del sis d'octubre de 1934. Fou alliberat amb l'amnistia de 1936.
Durant la Guerra civil espanyola va continuar la tasca d'assistència social, i en acabar s'exilià a Montpeller, després a Casablanca i des del 1942 a Mèxic, on treballà en el restaurant Ambassadeurs de Dalmau Costa. El 1955 fou designat president d'Esquerra Republicana de Catalunya a Mèxic i va tenir alguns enfrontaments amb la facció de Josep Tarradellas. També participà en certàmens dels Jocs Florals a l'exili.
Des de l'any 2000, un carrer del barri de Poblenou de Barcelona porta el seu nom. El 1999, la delegació territorial de l'ONCE a Catalunya va crear un premi literari amb el seu nom.

## Obres
- La vera llum (1959)
- Nit d'Otel·lo (1958)
- L'obstacle (premi Àngel Guimerà de Mèxic 1956)
- L'Àvia (1957)
- Els xiprers (1959)
- S.A.D.A.T (1962)